# Distrito de Urfahr-Umgebung
El distrito de Urfahr-Umgebung es un distrito político del estado de Alta Austria (Austria). La capital del distrito es la ciudad de Linz.
El nombre de Urfahr procede de un barrio de la capital Linz.

## Localidades con población (año 2018)
- Alberndorf in der Riedmark 4083
- Altenberg bei Linz 4553
- Bad Leonfelden 4180
- Eidenberg 2105
- Engerwitzdorf 8790
- Feldkirchen an der Donau 5361
- Gallneukirchen 6492
- Goldwörth 840
- Gramastetten 5102
- Haibach im Mühlkreis 904
- Hellmonsödt 2303
- Herzogsdorf 2506
- Kirchschlag bei Linz 2138
- Lichtenberg 2637
- Oberneukirchen 3202
- Ottenschlag im Mühlkreis 539
- Ottensheim 4721
- Puchenau 4445
- Reichenau im Mühlkreis 1329
- Reichenthal 1513
- Sankt Gotthard im Mühlkreis 1332
- Schenkenfelden 1569
- Sonnberg im Mühlkreis 966
- Steyregg 4889
- Vorderweißenbach 2653
- Walding 4095
- Zwettl an der Rodl 1752

El distrito de Urfahr-Umgebung se divide en 27 municipios.

### Municipios
En negrita se indican las ciudades, en cursiva las ciudades-mercado.
- Alberndorf in der Riedmark
- Altenberg bei Linz
- Bad Leonfelden
- Eidenberg
- Engerwitzdorf
- Feldkirchen an der Donau
- Gallneukirchen
- Goldwörth
- Gramastetten
- Haibach im Mühlkreis
- Hellmonsödt
- Herzogsdorf
- Kirchschlag bei Linz
- Lichtenberg
- Oberneukirchen
- Ottenschlag im Mühlkreis
- Ottensheim
- Puchenau
- Reichenau im Mühlkreis
- Reichenthal
- Schenkenfelden
- Sonnberg im Mühlkreis
- Sankt Gotthard im Mühlkreis
- Steyregg
- Vorderweißenbach
- Walding
- Zwettl an der Rodl